# Ålidberget
Ålidberget är ett naturreservat som sex kilometer nordväst om Lögdeå i Ångermanland. Reservatet inbegriper Ålidbergets övre delar och bergets östsluttning ner till Lögdeälven, med sedimentområden, raviner och branta nipor.
Lögdeälven rinner genom hela reservatet och här finns skyddsvärda bestånd av flodpärlmussla, lax och öring.